# Thouarella (Euthouarella) moseleyi
Thouarella (Euthouarella) moseleyi is een zachte koraalsoort uit de familie Primnoidae. De koraalsoort komt uit het geslacht Thouarella. Thouarella (Euthouarella) moseleyi werd in 1889 voor het eerst wetenschappelijk beschreven door Wright & Studer. 